# Manuel Augusto Domingues de Andrade
Manuel Augusto Domingues de Andrade (Canelas, Estarreja, 11 de novembro de 1899 — Coimbra, 19 de dezembro de 1958) foi um proeminente jurista, professor e académico português, uma das figuras mais influentes no campo do Direito Civil em Portugal no século XX. Ao longo de sua carreira, foi reconhecido pela sua contribuição fundamental para a evolução da teoria jurídica, sendo uma referência na área da interpretação das leis e do direito das obrigações.

## BIOGRAFIA

### início de Vida e Formação Acadêmica:
Manuel de Andrade nasceu em Canelas, uma pequena localidade em Estarreja, Portugal. Proveniente de uma família humilde, cedo demonstrou interesse pela educação e pelo Direito. Em 1917, ingressou na Universidade de Coimbra, onde se licenciou em Direito em 1922. Após a licenciatura, continuou seus estudos e obteve o doutoramento em 1934, destacando-se ainda jovem pela sua habilidade acadêmica e profundidade nas questões jurídicas.

### Carreira Acadêmica e Contribuições no Direito:
Após a sua licenciatura, Manuel de Andrade iniciou sua carreira docente na Universidade de Coimbra. Em 1924, tornou-se professor assistente, sendo promovido a professor catedrático em 1932. Durante sua carreira, lecionou várias disciplinas, com ênfase em Direito Civil, Processo Civil, Direito Comercial e Teoria Geral da Relação Jurídica.
É autor de importantes obras que marcaram a evolução do Direito Civil em Portugal, destacando-se pela profundidade de suas análises e pela clareza com que abordava temas complexos. Entre suas principais publicações, destacam-se:
- "Ensaio sobre a Teoria da Interpretação das Leis" (1934)
- "Teoria Geral da Relação Jurídica" (1944)

O seu trabalho sobre a interpretação das leis continua a ser referência em faculdades de Direito, onde seus livros são estudados até os dias atuais.

### Atuação Politica:
Manuel de Andrade também se envolveu na política, sendo eleito membro da Assembleia Nacional durante duas legislaturas consecutivas, entre 1949 e 1957. Sua atuação política foi marcada pela defesa de valores jurídicos e pela participação na Comissão Redatora do Novo Código Civil, projeto que, embora tenha sido aprovado após sua morte, teve sua contribuição decisiva.

## LEGADO

### Homenagens e Reconhecimento:
Após sua morte, Manuel de Andrade foi amplamente reconhecido tanto no meio acadêmico quanto fora dele, como as quais:
- Em 1986, foi inaugurada uma estátua[3] em sua homenagem no jardim em frente ao Tribunal Judicial de Estarreja. A escultura, da autoria de Joaquim Correia, representa Manuel de Andrade em toga académica.[4]
- Na Faculdade de Direito da Universidade de Coimbra, a antiga Sala n.º 6 recebeu o seu nome, como tributo ao seu legado académico no ensino do Direito Civil.
- Em Canelas, sua terra natal, foi atribuído o seu nome à Rua Professor Doutor Manuel de Andrade, uma das principais vias da localidade, em frente ao Arsenal (complexo desportivo).
- Também em Salreu, a principal rua de ligação à cidade de Estarreja passou a chamar-se Rua Doutor Manuel de Andrade, perpetuando a memória do jurista na região.
- A Câmara Municipal de Estarreja criou o Prémio Professor Doutor Manuel de Andrade, distinguindo anualmente trabalhos académicos de excelência na área do Direito Civil.

## VIDA PESSOAL
Manuel de Andrade foi casado e teve uma vida familiar discreta. Embora sua vida tenha sido marcada pelo trabalho acadêmico e pela sua contribuição à legislação portuguesa, ele sempre manteve uma relação próxima com sua cidade natal e com a comunidade acadêmica de Coimbra. 

## MORTE
Sobre o Professor Doutor Manuel de Andrade, sabe-se que ele faleceu devido a problemas de saúde que se agravaram — mais concretamente, ele sofria de uma doença pulmonar (há relatos que apontam para tuberculose), o que era relativamente comum na época, especialmente em meios universitários fechados como Coimbra.A sua morte prematura representou uma perda significativa para o ensino jurídico em Portugal. Foi sepultado em Canelas, Estarreja, onde permanece até hoje lembrado pela comunidade local e nacional.

## REFERÊNCIAS:
1. ↑  «Manuel de Andrade»
2. ↑  «Manuel de Andrade na Politica»
3. ↑  «Tribunal de Estarreja»
4. ↑   [ligação inativa] Em falta ou vazio |título= (ajuda)